# Garrigoles
Garrigoles – gmina w Hiszpanii, w prowincji Girona, w Katalonii, o powierzchni 8,94 km². W 2011 roku gmina liczyła 167 mieszkańców.